# Coleoxestia lissonota
Coleoxestia lissonota är en skalbaggsart som beskrevs av Lúcia Maria de Campos Fragoso 1993. Coleoxestia lissonota ingår i släktet Coleoxestia och familjen långhorningar.
Artens utbredningsområde är:
- Guatemala.
- Honduras.

Inga underarter finns listade i Catalogue of Life.